# Janowo (Powiat Nidzicki)
Janowo ist ein Dorf im Powiat Nidzicki der Woiwodschaft Ermland-Masuren in Polen. Es ist Sitz der gleichnamigen Landgemeinde mit 2633 Einwohnern (Stand 31. Dezember 2020).

## Geographische Lage
Janowo liegt am Orzyc (Orschütz-Fluss) in der südlichen Mitte der Woiwodschaft Ermland-Masuren. Die Kreisstadt Nidzica (Neidenburg) ist 17 Kilometer in nordwestlicher Richtung entfernt, die Grenze zur Woiwodschaft Masowien befindet sich zwei Kilometer südöstlich des Ortes.

## Geschichte
Das Dorf Janowo wurde wohl bereits im 14. Jahrhundert gegründet, bestand doch dort bereits 1374 eine Kirche. Im Jahre 1421 erhielt Janowo Stadtrechte, die jedoch zum 13. Januar 1870 entzogen wurden. 1526 fiel das Herzogtum Masowien an das Königreich Polen, und Janowo fand mehr und mehr Aufmerksamkeit mit einem jährlichen Markt und drei Messen im Jahr. Sigismund I. befreite die inzwischen drittgrößte Stadt in der Region Ciechanów für vier Jahre von den Steuerleistungen. Im Jahre 1862 zählte Janowo 1616 Einwohner.
Nach einer wechselvollen Geschichte und häufigen Änderungen der Zugehörigkeiten zu Administrationen ist Janowo heute ein Dorf im Powiat Nidzicki, bis 1998 der Woiwodschaft Olsztyn, seither der Woiwodschaft Ermland-Masuren zugehörig. Im Jahre 2011 zählte Janowo als Amtssitz der Gmina Janowo 1040 Einwohner.

## Religionen

### Christentum
Bereits 1374 bestand in Janowo eine Kirche, deren Gebäude heute der römisch-katholischen Konfession als Gotteshaus dient. Es ist dem Namenspatron des Ortes Johannes dem Täufer gewidmet. Die Pfarrgemeinde gehört zum Dekanat Dzierzgowo im Bistum Płock.
Janowo gehört evangelischerseits zur Kirchengemeinde in Róg (deutsch Roggen), einer Filialgemeinde der Pfarrei in Nidzica (Neidenburg) in der Diözese Masuren der Evangelisch-Augsburgischen Kirche in Polen.

### Judentum
In Janowo besteht heute noch ein jüdischer Friedhof, der im 19. Jahrhundert angelegt wurde. Dort finden keine Beisetzungen mehr statt.

## Gemeinde
Zur Landgemeinde (gmina wiejska) Janowo mit einer Fläche von 191,6 km² gehören das Dorf selbst und 14 weitere Dörfer mit Schulzenämtern (sołectwa).

## Verkehr
Janowo liegt an einer Nebenstraße, die die Woiwodschaftsstraße 604 bei Muszaki (Muschaken) mit der Woiwodschaftsstraße 616 bei Krzynowłoga Mała verbindet. Auch eine Nebenstraße von Szczecpkowo Borowe nach Ryki-Borkowo führt durch das Dorf. Die Bahnstrecke Nidzica–Wielbark, an die Janowo über die Bahnstation Muszaki angeschlossen ist, wird derzeit nicht befahren.
Die nächstgelegenen Flughäfen sind die in Danzig und in Warschau, die aber sehr zeitaufwändig zu erreichen sind.